# Paronychia turcica
Paronychia turcica är en nejlikväxtart som beskrevs av Mohammad Nazeer Chaudhri. Paronychia turcica ingår i släktet prasselörter, och familjen nejlikväxter. Inga underarter finns listade i Catalogue of Life.